# Bois d'Arc (Missouri)
Pour les articles homonymes, voir Bois d'arc (homonymie).
Bois d'Arc est une zone non-incorporée située dans le comté de Greene, dans l'État du Missouri aux États-Unis.
Le village de Bois d'Arc est localisé à 25 kilomètres de la ville de Springfield. 
Bois d'Arc constitue un territoire faiblement peuplé qui ne dépend d'aucune municipalité. Le village de Bois d'Arc est administré par la communauté urbaine de Springfield.
Son appellation lui vient des Amérindiens de la Nation Osages qui utilisaient l'expression française "bois d'arc", à l'époque de la Nouvelle-France et de la Louisiane française, pour désigner l'oranger des Osages, arbre à partir duquel ils fabriquaient leurs arcs.